# Karin Jeltsch
Karin Jeltsch (* 13. März 1935 in Angermünde als Karin Schütze; † 29. Juni 2017) war eine deutsche Politikerin (CDU).

## Leben und beruflicher Werdegang
Jeltsch war von Beruf Kauffrau, Hauswirtschaftslehrerin und Unternehmerin. Gemeinsam mit ihrem Mann führte sie in Ulm das Intercity-Hotel.

## Politischer Werdegang
Sie trat 1974 der CDU bei und gehörte von 1990 bis 1994 dem Deutschen Bundestag an. Sie wurde dabei über die Landesliste der CDU in Baden-Württemberg ins Parlament gewählt.
Jeltsch war Vorsitzende des CDU-Kreisverbandes Alb-Donau/Ulm.